# Hardcastle & McCormick
Hardcastle & McCormick (replicato anche con il titolo I giustizieri della città) è una serie televisiva di azione, con Brian Keith e Daniel Hugh Kelly. Andò in onda negli Stati Uniti sulla rete ABC, dal 1983 al 1986; in Italia venne trasmesso da Italia 1 dal 1985 al 1989.

## Trama
Milton Hardcastle è un ex-giudice che ha lasciato la sua professione con il rimorso di non essere riuscito a ingabbiare vari criminali che se la sono cavata tramite cavilli burocratici. In una delle sue ultime udienze si trova di fronte Mark McCormick, ex-pilota e ladro d'auto, accusato ingiustamente del furto di un'auto da corsa, progettata dal pilota ed amico Johnny "Flip" Johnson, ucciso in precedenza dal suo socio in affari; Hardcastle si convince della sua innocenza e lo prende in custodia stringendo con lui un patto: se Mark avesse fatto da braccio destro a Hardcastle in una personale lotta ai criminali dei quali teneva ancora i dati in archivio, lo avrebbe aiutato ad arrestare l'assassino del suo amico. McCormick eredita infine l'automobile "Coyote X", una kitcar basata sulla McLaren M6BGT, con motore Porsche 914 e chassis della Volkswagen Maggiolino, progettata proprio da Johnson e McCormick; l'intera serie è infatti principalmente basata sull'inseguimento automobilistico. Nella seconda e terza stagione la Coyote X era basata sulla DeLorean DMC-12.

## Produzione
La premessa della serie fu in qualche modo riciclata da una precedente serie di Cannell: Premiata agenzia Whitney. La serie fu creata da Patrick Hasburgh e Stephen J. Cannell come produttore esecutivo e prodotta dalla Stephen J Cannell Productions per la ABC.

## Musica
La sigla di apertura durante la prima stagione era intitolata “Drive” composta da Mike Post e Stephen Geyer e cantata da David Morgan. Per i primi 12 episodi della seconda stagione la sigla fu invece “Back to Back” sempre composta da Post e Geyer ma cantata da Joey Scarbury. Dal tredicesimo episodio della seconda stagione e fino alla fine della serie fu di nuovo utilizzata “Drive”.

## Episodi
| Stagione         | Episodi | Prima TV originale | Prima TV Italia |
| ---------------- | ------- | ------------------ | --------------- |
| Prima stagione   | 23      | 1983-1984          | -               |
| Seconda stagione | 22      | 1984-1985          | -               |
| Terza stagione   | 22      | 1985-1986          | -               |

## Doppiaggio
Il doppiaggio italiano venne curato dalla SEDIF in collaborazione con la CVD, e diretto da Carlo Baccarini.
I personaggi Hardcastle e McCormick vennero doppiati rispettivamente da Marcello Tusco e da Sergio Di Giulio.